# Capuchino (toro)
Capuchino es el nombre del toro de la ganadería gaditana de Jandilla que corneó mortalmente al joven Daniel Jimeno Romero, de 27 años y natural de Alcalá de Henares (Madrid), en los Sanfermines de 2009. El astado, hijo de la vaca Capuchina, número 106, colorado, ojo de perdiz y de 515 kg, fue el gran protagonista del encierro del 10 de julio de ese año en las calles de Pamplona. 
Al salir de los Corrales de Santo Domingo, en la Cuesta de Santo Domingo, el toro tomó la primera posición de la camada, adelantando a sus hermanos y también a los cabestros. A partir de este momento Capuchino empezó a mirar y derrotar a todos los corredores que se situaban junto a él. Tanto es así que en el tramo de la plaza del Ayuntamiento se llevó por delante a tres corredores, empezando acto seguido a rematar contra el vallado. Desde este instante el astado quedó descolgado del resto de la manada, propiciando grandes momentos de peligro: en el tramo de Mercaderes, antes de iniciar el recorrido por la conocida calle de la Estafeta, el toro dejó un primer herido en el abdomen.
El toro, rezagado con respecto al resto de la manada que ya se encontraba en el interior de los corrales de la Plaza de toros Monumental de Pamplona, protagonizó los momentos de mayor tensión y angustia a su paso por el tramo de Telefónica. En este punto Capuchino, en vez de entrar como el resto de sus hermanos de camada en dirección al coso taurino, se quedó derrotando y embistiendo contra los mozos, llevándose por delante a algunos de los que se encontraban refugiados en la parte exterior de los vallados. En este momento y en este enclave fue donde corneó fatalmente al mozo Daniel Jimeno. Con ayuda de los pastores y el resto de corredores, el toro Capuchino consiguió entrar en la plaza cuatro minutos y veinte segundos después del inicio del encierro. 

## Muerte de Daniel Jimeno
Tras el encierro, los equipos sanitarios del encierro - voluntarios de Cruz Roja y Protección Civil - trasladaron al joven Daniel Jimeno hasta el Complejo Hospitalario de Navarra donde llegó con "una herida en la zona supraclavicular izquierda, con trayecto descendente afectando a pulmón izquierdo, aorta y cava", ingresando en situación de paro cardiaco.
Seguidamente el mozo fue atendido por el equipo médico de la Dra. Esther Vila, jefa de cirugía torácica del hospital, quien comunicó que el mozo "tenía afectado el pulmón, además de un puntazo en la arteria aorta y el destrozo de la vena cava". Allí se le realizaron prácticas de reanimación y tras lo cual el equipo médico certificó la muerte del corredor.  Se trataba del primer muerto en el encierro desde 2003, cuando tuvo lugar el fallecimiento de Fermín Exteverría tras la cornada de un toro de Cebada Gago.

### El poste 66
La familia del mozo fallecido, cada 10 de julio, deposita en el poste número 66 del vallado del encierro de San Fermín un ramo de flores en homenaje a la que está considerada como la última víctima mortal de un toro en los sanfermines.

## Capuchinoen la plaza
El toro Capuchino, tras haber corrido el encierro, fue protagonista de la tarde durante el cuarto festejo del abono. Le correspondió su lidia y muerte al torero granadino David Fandila "El Fandi" quien brindó la faena de muleta al mozo fallecido. El comportamiento del toro fue bravo en el ruedo, derribando al caballo en la suerte de varas, y que dio un juego lucido en el último tercio, consiguiendo "El Fandi" cortarle una oreja. 

El torero, en una entrevista concedida al periódico Ideal, a raíz de la faena y de la muerte del mozo Daniel Jimeno, con las siguientes declaraciones: 
"La obligación del toro es coger y lo ocurrido durante el encierro fue un desgraciado accidente. En cualquier encierro se producen situaciones extremadamente comprometidas para los corredores y numerosas cogidas. Lo de Daniel Jimeno ha sido un golpe de mala fortuna por la forma de empitonarlo y la zona de la cornada". 